# Zale nigricans
Zale nigricans är en fjärilsart som beskrevs av Bethune 1864. Zale nigricans ingår i släktet Zale och familjen nattflyn. Inga underarter finns listade i Catalogue of Life.